# Kościół św. Kazimierza w Brokęcinie
Kościół św. Kazimierza – drewniany katolicki kościół filialny, zlokalizowany w Brokęcinie, w gminie Okonek. Należy do parafii Matki Bożej od Wykupu Niewolników w Okonku.

## Historia
Kościół pochodzi z końca XVI wieku, najprawdopodobniej z 1582. Wzniesiony jako świątynia ewangelicka, najpewniej z fundacji rodziny Hertzbergów, lokalnych właścicieli ziemskich dla miejscowych protestantów synodu ze Szczecinka (nagrobki Hertzbergów znajdują się przy nieodległym kościele Wniebowzięcia NMP w Lotyniu). Wieżę dobudowano w 1661.
W 1803 wykonano remont, a w latach 1913-1914 renowację, z domalowaniem polichromii oraz dostawieniem od wschodu dobudówki. W 1945 przejęty przez katolików i poświęcony 5 sierpnia 1946. Ołtarz główny został konsekrowany 24 września 1969. Kolejna restauracja nastąpiła w 1994, kiedy to wymieniono oszalowanie (część salowa została oszalowana po raz pierwszy, wieża była oszalowana od początku) i gonty.

## Architektura
Świątynia salowa, drewniana, o konstrukcji wieńcowej, bez wyodrębnionej nawy i prezbiterium. Stoi na podmurówce z kamienia polnego i cegły. Wieża zwężająca się ku górze. Na wieży ośmioboczny, spiczasty hełm kryty gontem. Obiekt zbudowany wyłącznie z użyciem kołków drewnianych i klinów, bez gwoździ. Empory i chór wraz z organami z 1913. Polichromie na stropie belkowym przedstawiają motywy roślinne i kasetony.

## Wyposażenie
Wyposażenie XVII- i XVIII-wieczne. Cenne: ołtarz główny (manierystyczny, prawdopodobnie autorstwa Jakuba Funcke z Kołobrzegu) oraz ambona (malowane wyobrażenia ewangelistów) w stylu renesansowym (1605). Na uwagę zasługuje epitafium Zofii von Seigern.

## Otoczenie
Dzwonnica otwarta, drewniana z drugiej połowy XIX wieku, kryta dachem dwuspadowym. Dzwon odlany przez Hennincka Grape. Obok postument po pomniku ofiar I wojny światowej.

## Galeria

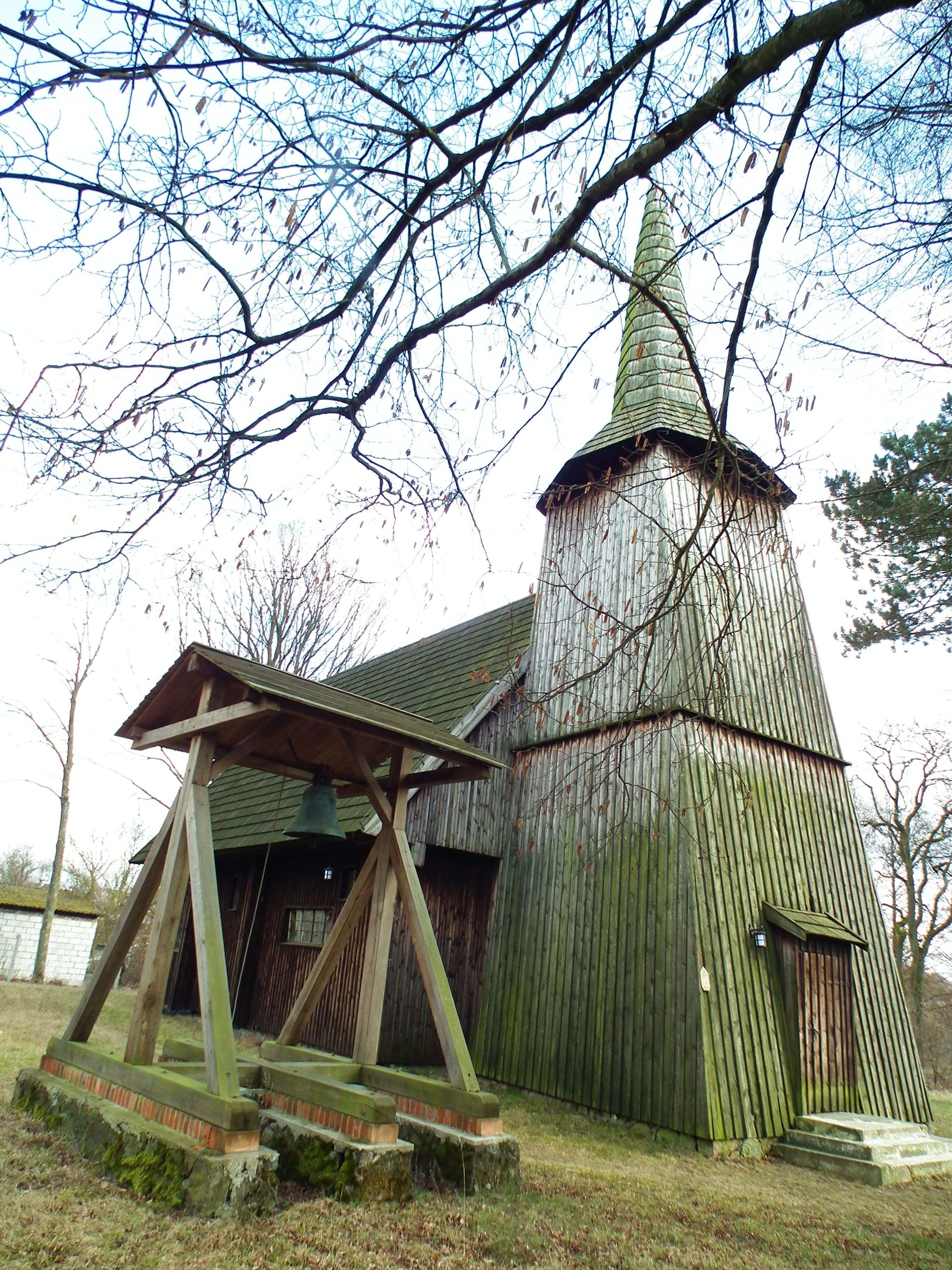
Wieża i dzwonnica
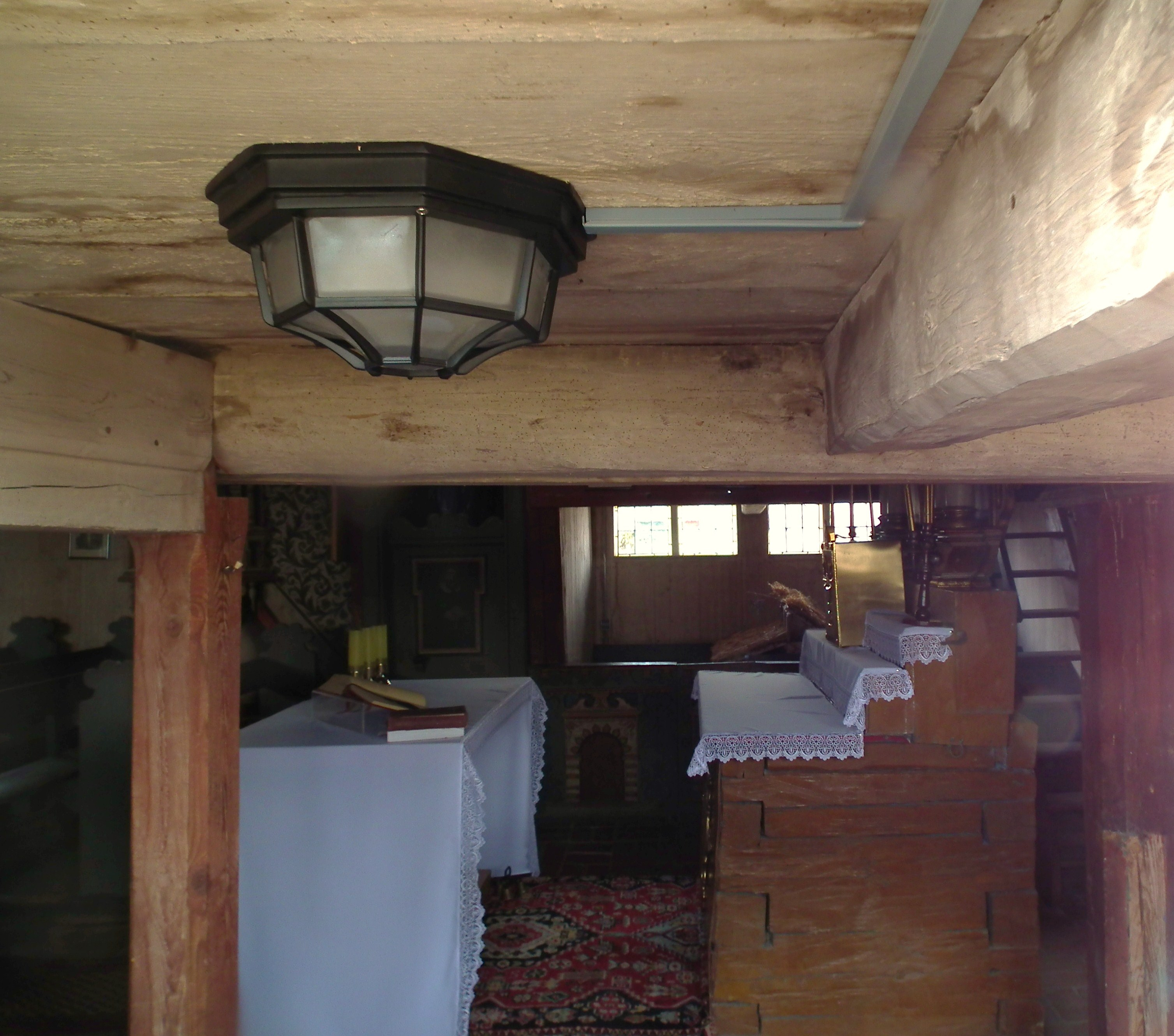
Fragment wnętrza
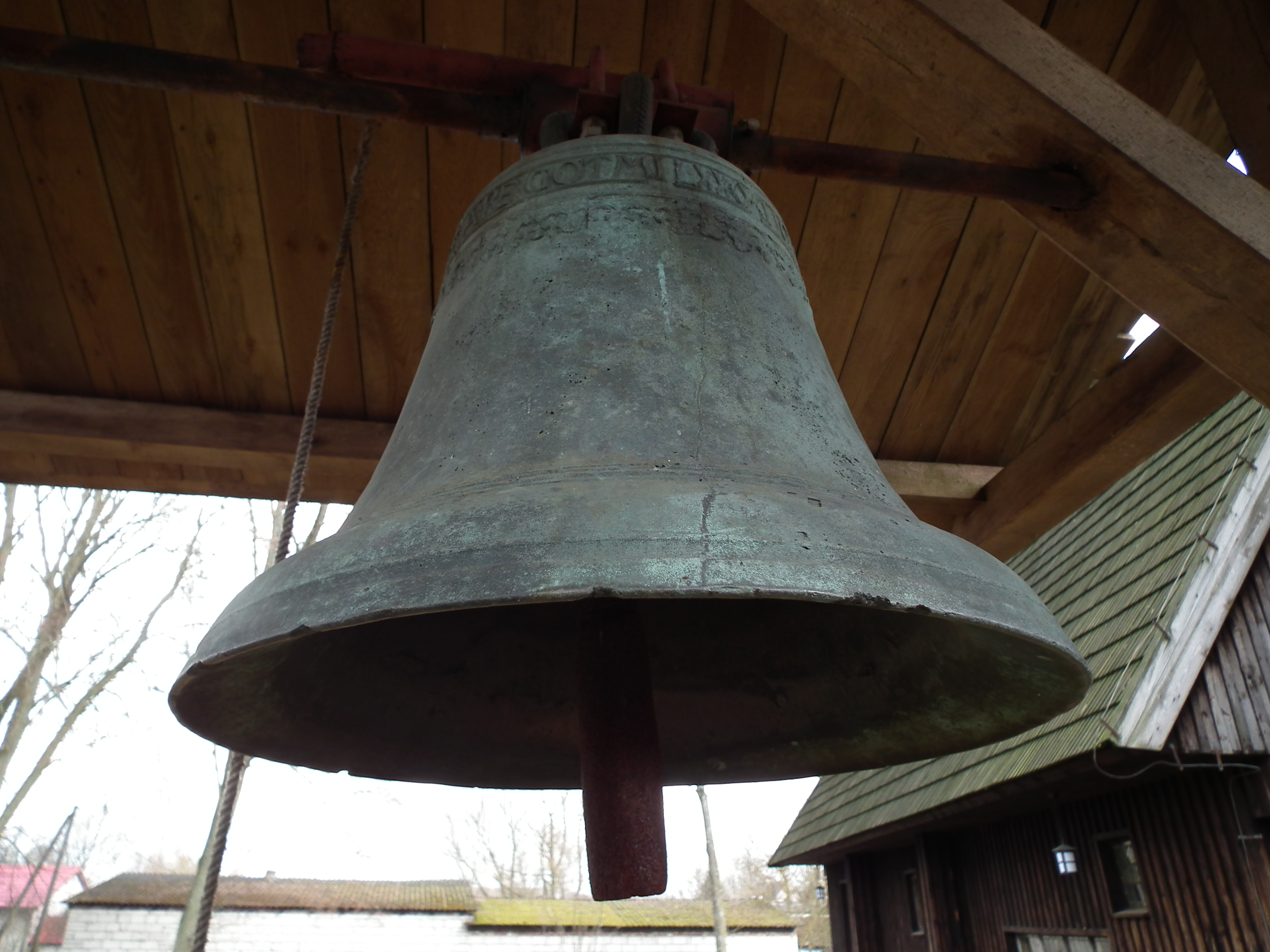
Dzwon